# Ruhland
Ruhland (em sorábio: Rólany) é um município da Alemanha, situado no distrito de Oberspreewald-Lausitz, no estado de Brandemburgo. Tem 37,12 km² de área, e sua população em 2019 foi estimada em 3.712 habitantes.